# Pavilhão Hanns Martin Schleyer

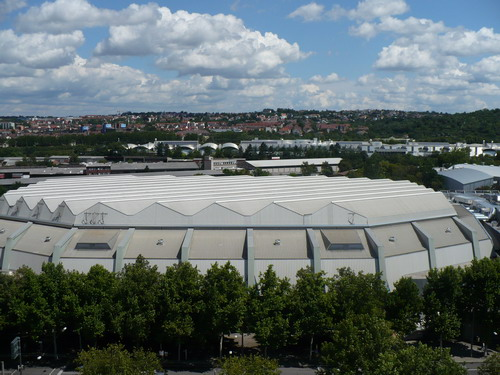
O Hanns-Martin-Schleyer-Halle.

O Hanns-Martin-Schleyer-Halle é uma arena multi-uso localizada na cidade de Stuttgart, na Alemanha, que suporta mais de 15.500 pessoas, sendo assim uma das maiores arenas do país assim como de toda a Europa.
O local foi batizado em homenagem a Hanns-Martin Schleyer, empresário alemão que foi sequestrado e morto pela Fração do Exército Vermelho, uma organização terrorista. A arena sediou a final da EuroBasket em 1985, também sediando o campeonato mundial de ciclismo em 2003.